# Torviscosa
Torviscosa (friülà Tor di Zuin) és un municipi italià, dins de la província d'Udine. És a la regió de la Bassa Friülana. L'any 2007 tenia 3.072 habitants. Limita amb els municipis de Bagnaria Arsa, Cervignano del Friuli, Gonars, Grado (GO), Porpetto, San Giorgio di Nogaro i Terzo d'Aquileia.

## Administració
| Període | Identitat   | Partit        |
| ------- | ----------- | ------------- |
| 2004-   | Roberto Duz | Llista cívica |